# 豌豆根紫堇
豌豆根紫堇（学名：Corydalis tuberipisiformis），为罂粟科紫堇属下的一个植物种。